# Theo Thurlings
Theodorus Lambertus Mathis (Theo) Thurlings (Tegelen, 24 december 1916 - Wageningen, 10 september 1997) was een Nederlands econoom en politicus.
Thurlings was van 1949 tot 1982 hoogleraar staathuishoudkunde aan de Landbouw Hogeschool te Wageningen. Hij was vooral geïnteresseerd in economische geschiedenis.
Van 1956 tot 1983 was hij lid van de Eerste Kamer, vanaf 1973 als voorzitter. Voor hij voorzitter werd was hij financieel woordvoerder van de KVP-Eerste Kamerfractie. Hij werd enkele malen genoemd als ministerskandidaat. Hij was tevens enige jaren voorzitter van het wetenschappelijk bureau van de KVP. Hij leidde in 1980 de Verenigde Vergadering in Amsterdam waarin koningin Beatrix werd ingehuldigd.
Thurlings was een gewaardeerde, kalme Kamervoorzitter, die niet erg op de voorgrond trad.
Hij ontving de onderscheidingen Officier in de Orde van Oranje Nassau (1961), Ridder in de Orde van de Nederlandse leeuw (1968),en Ridder Grootkruis Nederlandse Leeuw (1983).
In 2019 noemde de gemeente Wageningen een straat in een nieuwe woonwijk naar hem: de Prof. Thurlingsstraat.
- Biografisch Portaal: 74047192
- Gemeinsame Normdatei: 1146296290
- International Standard Name Identifier: 0000 0003 9616 6736
- Mathematics Genealogy Project: 220435
- Nederlandse Thesaurus van Auteursnamen: 069280908
- Parlement.com: vg09llamruyg
- Virtual International Authority File: 291027006
- WorldCat: E39PBJfRFMP3FvvMyHjg6pVDMP